# Licania compacta
Licania compacta är en tvåhjärtbladig växtart som beskrevs av Karl Fritsch. Licania compacta ingår i släktet Licania och familjen Chrysobalanaceae. Inga underarter finns listade i Catalogue of Life.